# (206) Герсилия
(206) Герсилия (лат. Hersilia) — довольно крупный астероид главного пояса, принадлежащий к тёмным богатым углеродом астероидам класса C. Он был обнаружен 13 октября 1879 года германо-американским астрономом К. Г. Ф. Петерсом в Клинтон, США и назван в честь Герсилии, жены Ромула в римской мифологии.

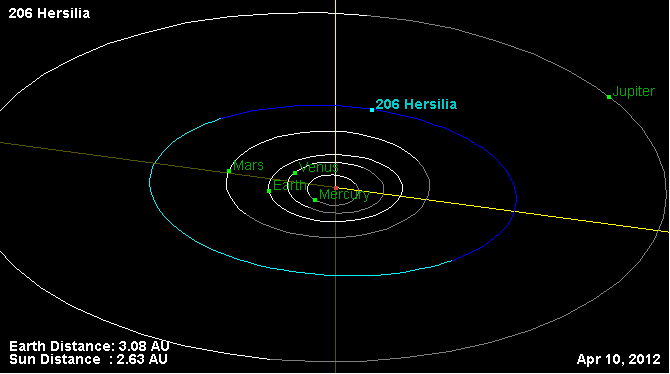
Орбита астероида Герсилия и его положение в Солнечной системе